# Dicranomyia (Dicranomyia) pluvialis
Dicranomyia (Dicranomyia) pluvialis is een tweevleugelige uit de familie steltmuggen (Limoniidae). De soort komt voor in het Neotropisch gebied.